# Deutscher SV Posen
Deutscher SV Posen was een Duitse voetbalclub uit Posen, dat tegenwoordig het Poolse Poznań is.

## Geschiedenis
De club werd in 1904 opgericht. De club speelde in de regionale competitie van de stad Posen, die in 1909 een deel werd van de Zuidoost-Duitse voetbalbond. De club werd meteen kampioen van Posen en nam deel aan de eindronde van Zuidoost-Duitsland, een voorronde voor de nationale eindronde. DSV slaagde er niet in om door te stoten. Ook in 1911 en 1912 werd de club kampioen en werd in de halve finale telkens uitgeschakeld door Germania Breslau.
In 1913 doorbrak stadsrivaal Britannia Posen de hegemonie van de club, maar in 1914 werd DSV opnieuw kampioen.
Door het uitbreken van de Eerste Wereldoorlog werden de activiteiten enkele jaren stilgelegd. In 1919/20 werd de competitie hervat, maar niet voltooid in Posen. Bij het Verdrag van Versailles werd Posen afgestaan aan het nieuwe Polen en werd de club ontbonden.
In 1939 werd de club heropgericht toen Posen een deel werd van nazi-Duitsland. De club speelde niet meer in de hoogste klasse en na de Tweede Wereldoorlog werd de club definitief opgeheven.

## Erelijst
Kampioen Posen
1910, 1911, 1912, 1914